# Arco di Traiano (Mactaris)

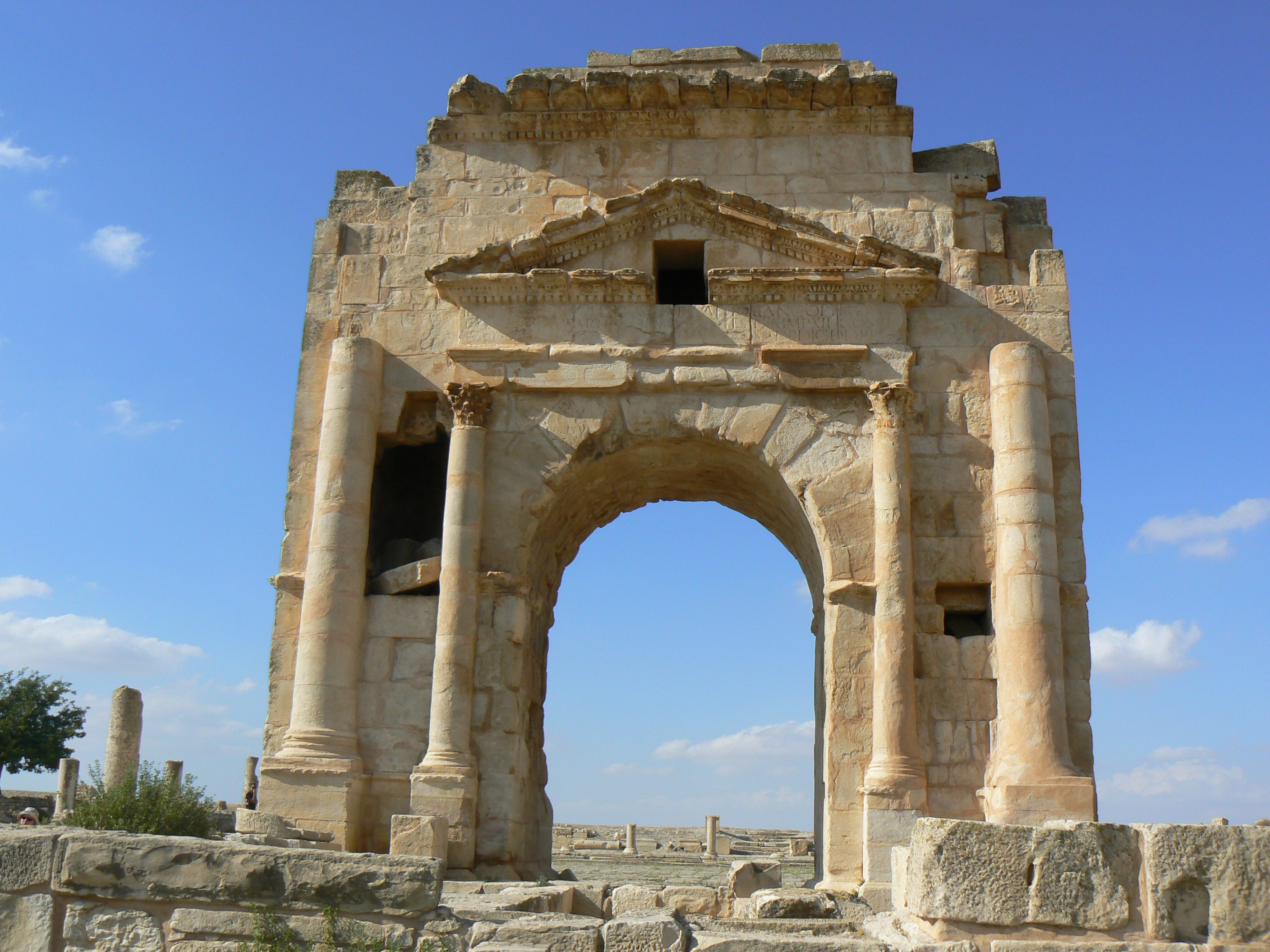
Arco di Traiano a Mactaris

L'arco di Traiano   è un arco romano  degli inizi del II secolo situato nell'antica città di  Mactaris, oggi Maktar, in Tunisia.

## Storia
L'arco fu dedicato nel 116 d.C. all'imperatore Traiano, come riporta l'iscrizione dedicatoria ancora visibile, per celebrare la concessione della cittadinanza romana alle élite cittadine e la costruzione di un nuovo quartiere. Venne eretto come ingresso al nuovo foro, della stessa epoca.

## Descrizione
L'arco presenta un unico fornice, inquadrato su entrambe le facciate da due semicolonne con capitelli corinzi, che sorreggono una trabeazione con frontone.  Sul fregio era presente l'iscrizione dedicatoria dell'arco.
Al centro delle facce dei piloni due semicolonne più grandi sostengono una cornice con mensole di coronamento (non una vera e propria trabeazione, in quanto mancano fregio e architrave)